# Château de Haapsalu
Le Château de Haapsalu est aussi la cathédrale Saint-Nicolas, siège de l'archevêché de Ösel-Wiek de l'Église évangélique-luthérienne estonienne.
Le diocèse est fondé par Albert de Buxhoeveden en 1228.

## Galerie d'images

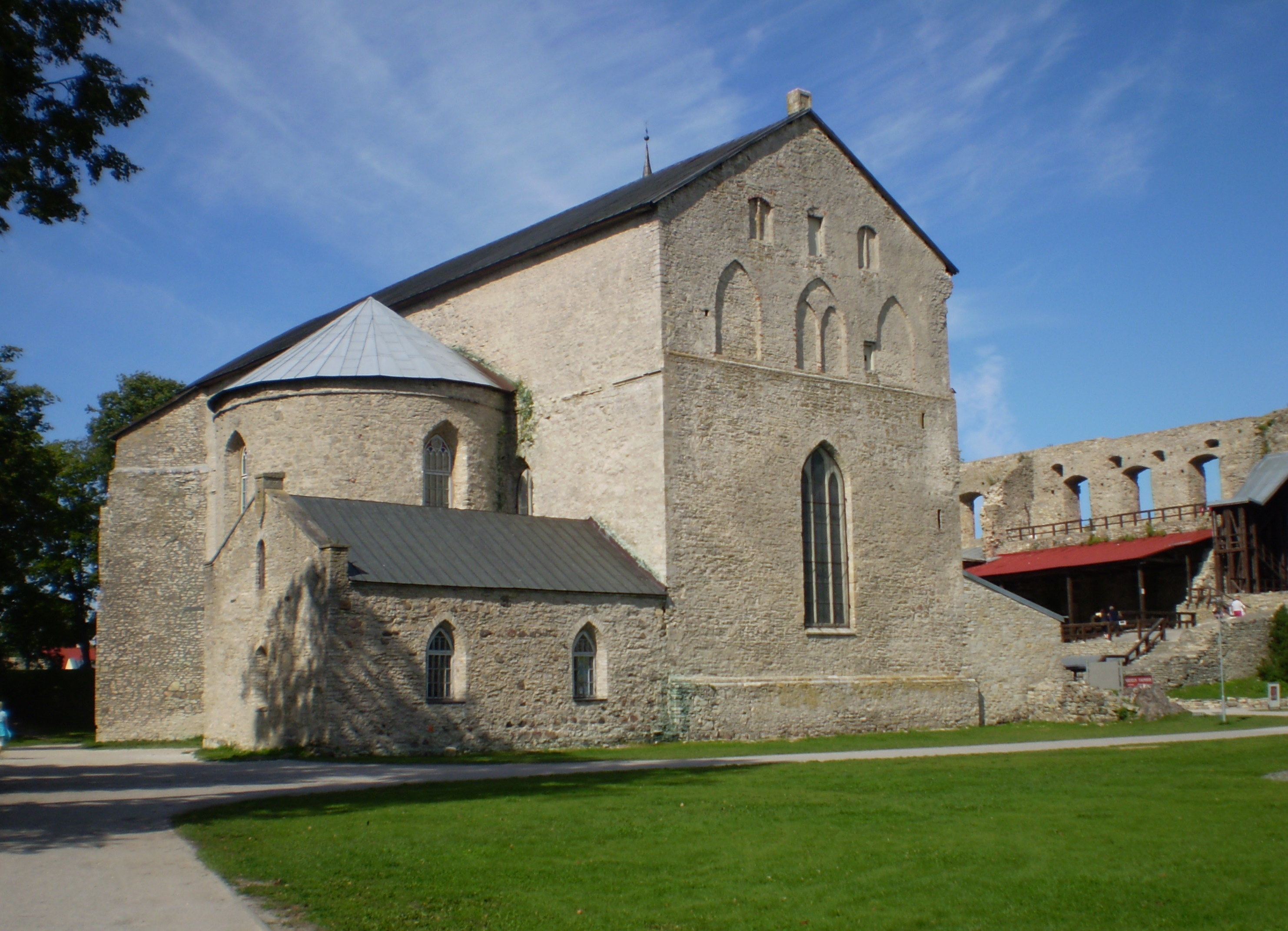
L'extérieur de la cathédrale monument culturel n°15392[2],
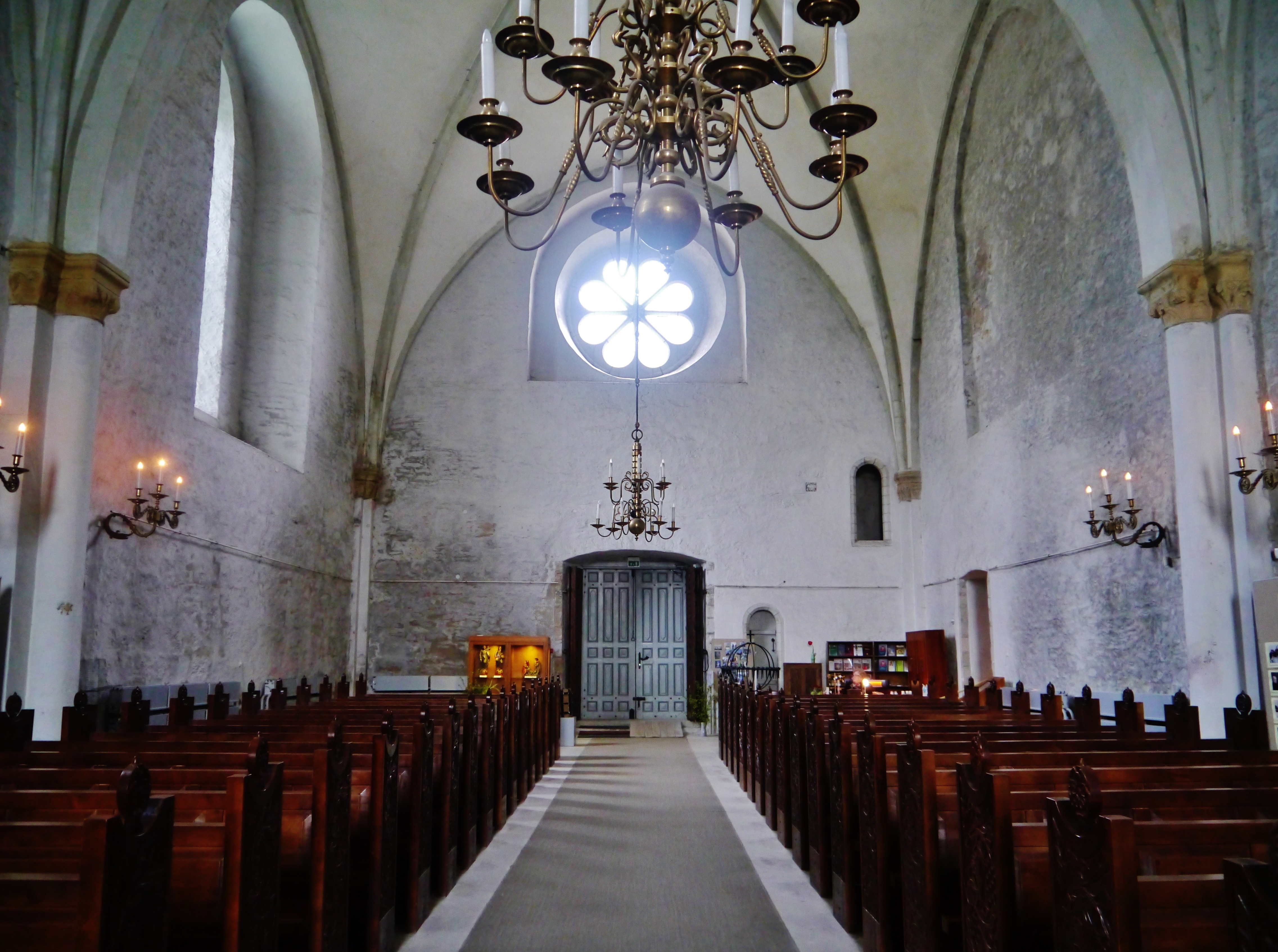
sa nef.
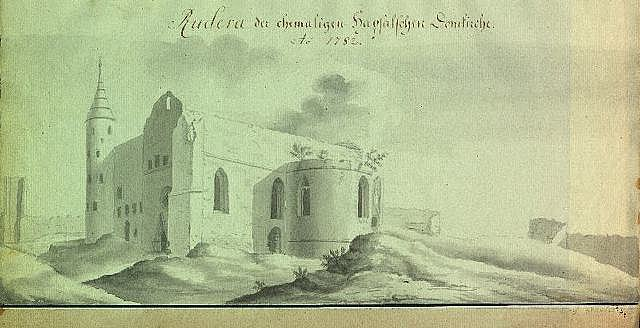
La cathédrale en 1782.
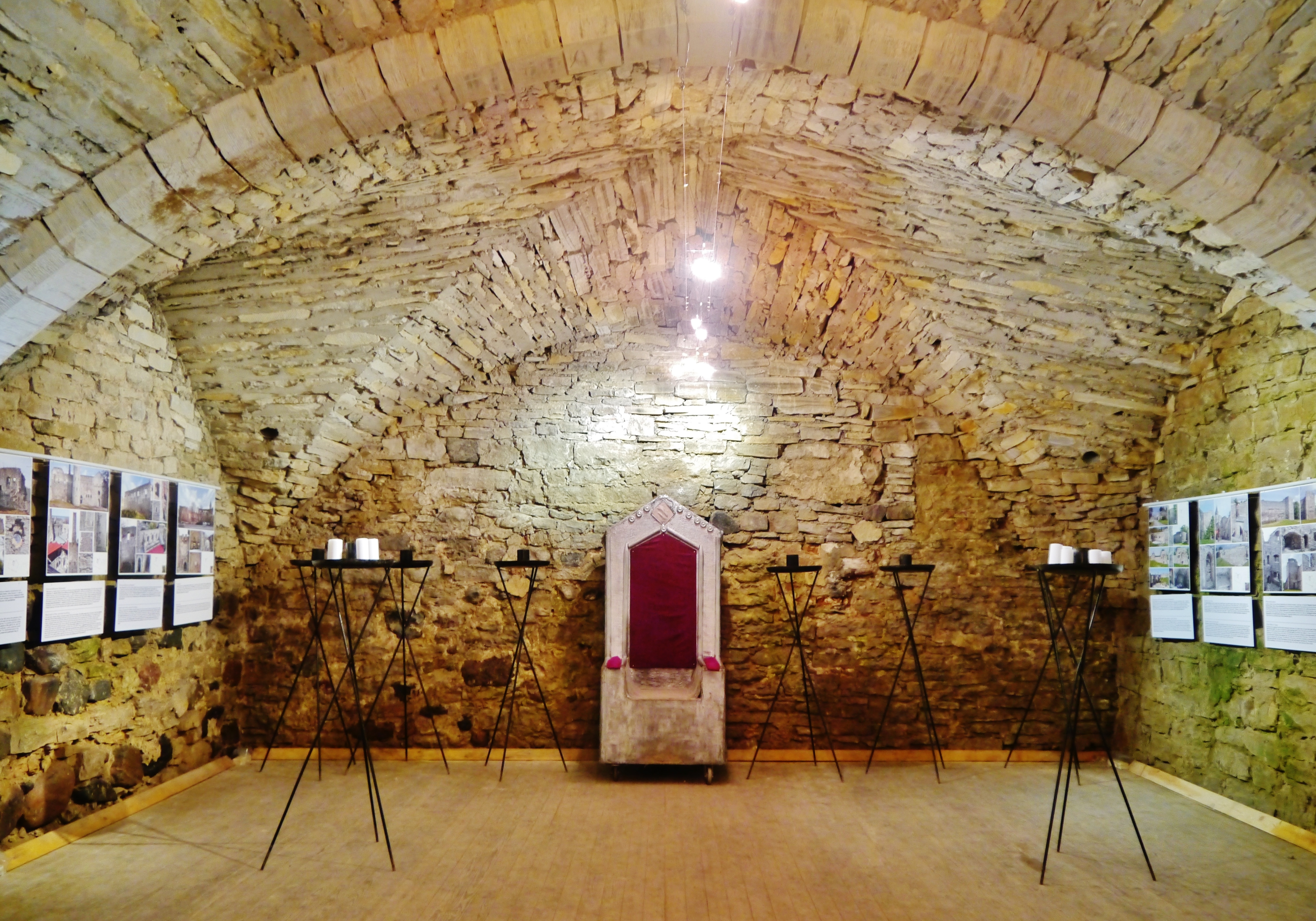
L'intérieur du château,
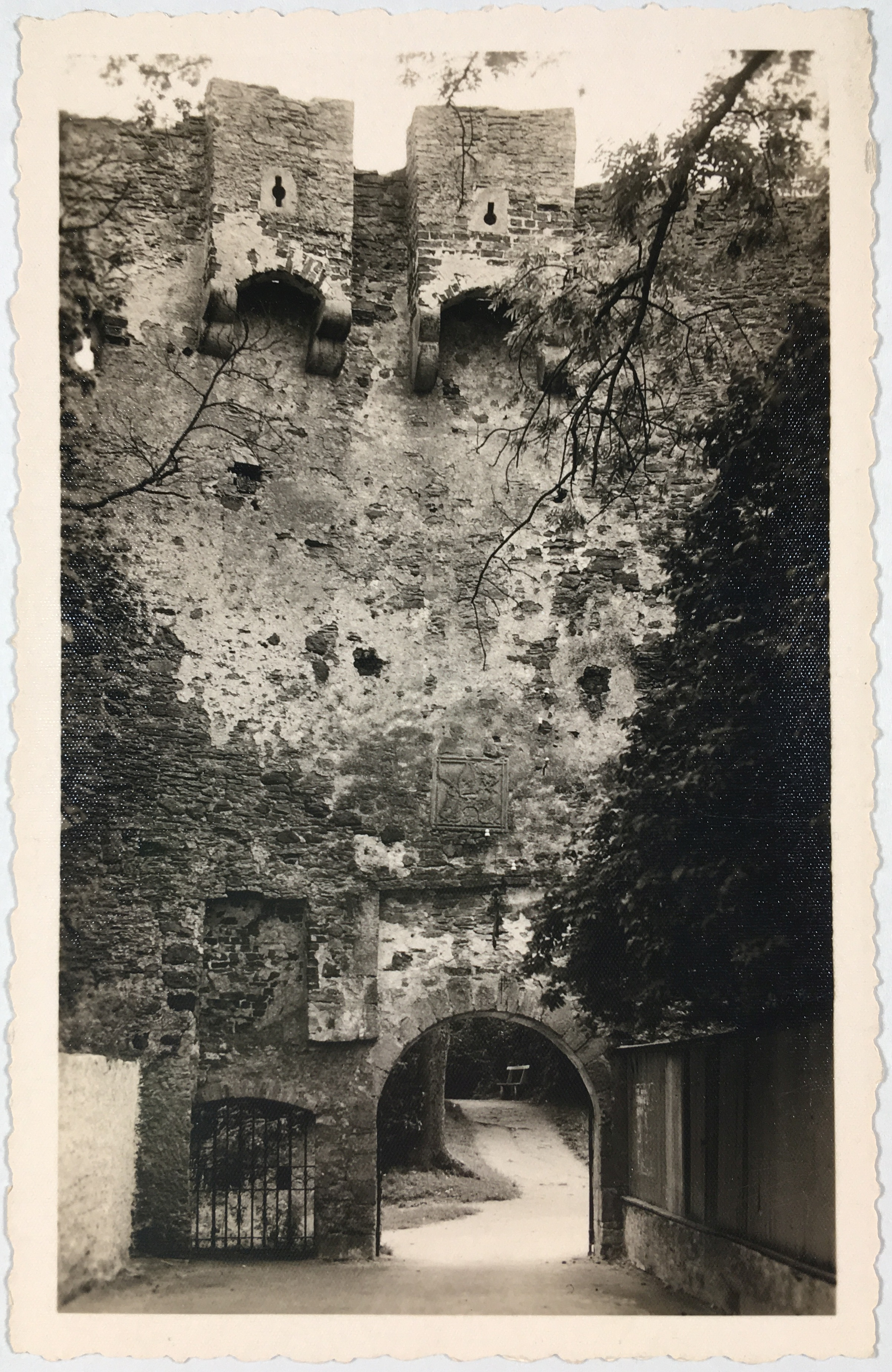
porte en 1936,
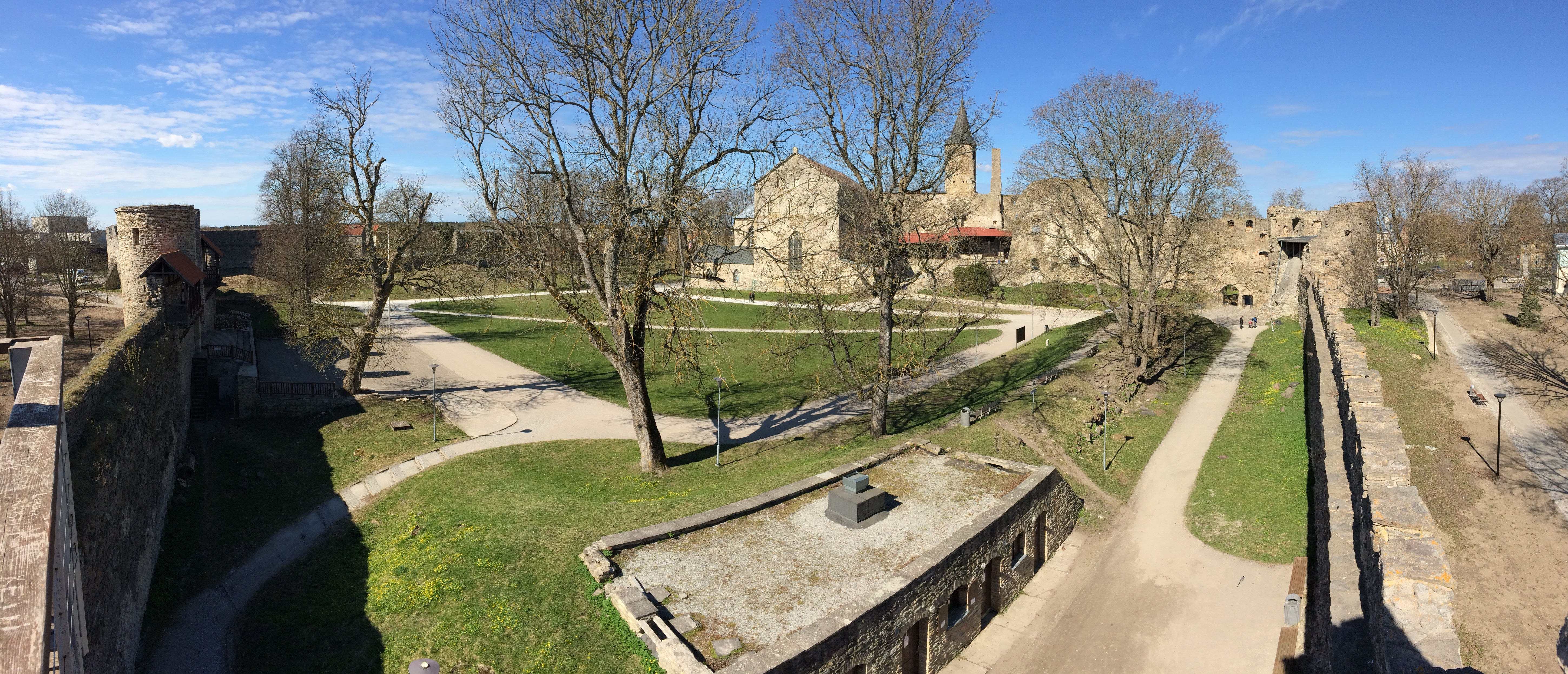
la cour.